# Hemospermia
Hematospermia ou hemospermia é a presença de sangue no esperma ejaculado. Pode acontecer em homens de diversas faixas etárias, não tendo uma idade média específica para acontecer. Na maioria das vezes a alteração do líquido ejaculado acontece sem apresentar sintomas, ou seja, a ejaculação ocorre normalmente e o indivíduo ou sua parceira(o) percebem que o líquido espermático está com uma cor diferente do normal, que pode variar do rosa claro ao vermelho ou marrom.
Por ocorrer sem maiores sintomas como dor ou ardor na uretra, a hematospermia costuma preocupar profundamente o homem portador, porque essa emissão de sangue é interpretada como sinal de que uma coisa ruim pode estar acontecendo em seu organismo. A maior preocupação relatada pelos homens, é o câncer.

## Causa
A maior parte das hematospermias é decorrente de infecções do trato urinário, principalmente a prostatite. Em homens acima dos 40 anos, além dos quadros infecciosos, é importante avaliar outras causas de hematospermia, como alguma complicação de um procedimento cirúrgico realizado previamente ou neoplasias (tumores) do trato urinário, principalmente tumores da próstata.

## Ocorrência
A hematospermia está presente em menos de 2% dos relatórios de urologistas, mas o número real de portadores é desconhecido.

## Tratamento
Embora a maioria dos casos seja decorrente de infecções leves, com consequências limitadas, e acabe se curando de forma espontânea, a hemospermia deve ser avaliada por um médico, de preferência um urologista.